# SMS Scharfschütze
Az SMS Scharfschütze az Osztrák–Magyar Monarchia Huszár-osztályú rombolója (Zerstörer) volt az első világháborúban. Testvérhajói az SMS Huszár I, SMS Ulan, SMS Streiter, SMS Wildfang, SMS Uskoke, SMS Huszár II, SMS Turul, SMS Pandúr, SMS Csikós, SMS Réka, SMS Dinara és az SMS Velebit.

## Pályafutása
1906. április 12-én megkezdték az építését. December 5-én vízre bocsátották. 1907. január 17-én végrehajtotta az első próbaútját. 1908. február 29-én egy földközi-tengeri útra futott ki. 1911. december 31-étől a Tartalék Hajórajhoz tartozott. 1913. március 19-én kifutott Polából. Március 21-én Meljinébe érkezett, és részt vett a Montenegró elleni nemzetközit flottatüntetésben.
1914. július 27-én szolgálatba állt, és a Montenegró elleni blokádhoz vezényelték. Augusztus 7-én a Flottával kifutott a Goeben elé. Szeptember 3-án a Budua feletti állásokból tűz alá vették. Szeptember 17-én figyelőszolgálatot
és biztosítást hajtott végre Antivari előtt a Monarch számára, és lőtte a kigyulladt raktárakat és kikötői létesítményeket. Október 11-én a Cattarói-öbölben a Metkovics-csatornában végzett aknakeresését.
1915. május 24-én részt vett a Porto Corsini elleni támadásban. Mivel a csatornában nem tudott volna megfordulni, így farral hajózott be, és tűzcsapásokat mért a jelzőállomásra, az ütegállásokra és lövészárkokra. Június 12-én Karl Franz Josef főherceg a hajóra látogatott. 18-án észak felől biztosította a Rimini előtti cirkálókat. 4 ellenséges torpedónaszádot Velence felé űztek. Július 1-jén és július 23-án aknákat telepített a Trieszti-öbölben (az aknák eredetileg olasz gyártmányúak voltak). Szeptember 10-én Pelago közelében egy ellenséges tengeralattjáró sikertelen torpedótámadást hajtott végre ellene. Október 1-jén Polától délre legázolt egy ellenséges tengeralattjárót. A horgonya és a horgonyállás odalett. November 10-én Parenzo (ma Porecs) közelében egy tengeralattjárót üldözött, mely kilőtt rá egy torpedót, de nem találta el. November 18-án a Velence elleni légitámadást biztosította.
1916. április 21-én befejezték a kazáncseréjét. Május 3-án Corsini előtt nagy távolságból ellenséges rombolókkal vívott tűzharcot. Augusztus 23-án Veruda előtt megfeneklett. Megsérült a kormánylapátja és mindkét hajócsavarja. Négy vontató hajó segítségével levontatták és bevontatták
Pólába, ahol megjavították. Október 23-án Cattaróba kísérte a Teodót. December 22-23-án részt vett az Otrantói-szorosban végrehajtott bevetésen. Elsüllyesztett 2 felfegyverzett halászgőzöst, és a lövéseivel tüzet okozott egy rombolón. Az összecsapásban 4 osztrák-magyar romboló harcolt 6 francia és 4 olasz rombolóval.
1917. február 21-én Pólába ment javításra, majd a javítást követően ismét a Cattarói-öbölben állomásozott. Szeptember 26-án Albánia előtt egy konvojt kísért, és elhárította egy ellenséges tengeralattjáró támadását. November 19-én az olasz partok előtt cirkált. December 19-én részt vett a Cortellazzo ütegek elleni támadásban. Az év során konvojkíséréseket, 5 légitámadás biztosítást (a támadó repülőgépeket vízen kísérte, hogy vízreszállás esetén a repülőgép személyzetét mentse) és 4 aknakeresést hajtott végre.
1918. január 15-én Zárába ment. Február 8-án mint egy konvoj parancsnoki hajója kifutott Porto Roséból. Buduától nyugatra ellenséges rombolókat észleltek. A tehergőzösök visszafordultak, és így a Budapest gőzös nekiütközött a tatjának, és súlyos károkat okozott. Teodóban dokkba állították és ideiglenesen megjavították. Február 22-én elhagyta Cattarót és Fiume érintésével Pólába vontatták. Március 2-án érkezett meg. Új tatrészt építettek be. Augusztus 5-én elkészült. Augusztus 12-én légitámadást biztosított és bevontatott a kikötőbe egy sérült repülőgépet. Október 2-án Durazzo előtt túlerőben lévő ellenséges egységek támadták meg. 2 ember meghalt, 5 megsebesült. A háború végéig Cattaróban volt. 1920-ban Olaszországnak ítélték, de hat éven belül le kellett bontaniuk.